# كيفين بيرنهاردت
كيفين بيرنهاردت (بالإنجليزية: Kevin Bernhardt)‏ هو منتج أفلام وكاتب سيناريو وممثل أمريكي، ولد في 2 أبريل 1961 في الولايات المتحدة.

## أعمال

### مسلسلات
- ديناستي

## وصلات خارجية
- كيفين بيرنهاردت على موقع IMDb (الإنجليزية)
- كيفين بيرنهاردت على موقع ألو سيني (الفرنسية)
- كيفين بيرنهاردت على موقع أول موفي (الإنجليزية)
- كيفين بيرنهاردت على موقع قاعدة بيانات الأفلام السويدية (السويدية)
- كيفين بيرنهاردت على موقع قاعدة بيانات الفيلم (الإنجليزية)
- كيفين بيرنهاردت على موقع كينوبويسك (الروسية)